# 札幌綜合鉄工共同組合
札幌綜合鉄工共同組合（さっぽろそうごうてっこうきょうどうくみあい）は、かつて北海道札幌市に存在した鉄道車両製造の企業体である。札幌市電の車両製造を手がけていたが、構成各社は道内の各鉄道の車両修繕をはじめ、簡易軌道の車両製造等も行っていた。
略称は「札鉄共」（さってつきょう）。

## 概況
札幌市電の車両を共同で受注・納入するために、札幌市内の鉄道車両関連企業が結成した共同企業体である。
札幌市電の車両は太平洋戦争前から日本車輌などの企業が手がけていたが、札幌市は戦後、道内企業育成の観点から、車両を道内業者に製造させることを企画した。しかし企業規模がいずれも小さいことから、各企業で結成した共同企業体「札幌綜合鉄工共同組合」に発注することにした。
最初の形式は1957年（昭和32年）発注の200形電車で、泰和車両、運輸工業、苗穂工業、藤屋鉄工所の4社が同年12月から翌1958年6月にかけて納入した。以後、1961年納入の250形まで、5年間にわたり電車6形式43両が製造・納入された。200形以外は各形式ともほぼ共通設計で、「札幌スタイル」と呼ばれる丸みの強い、正面1枚窓の車体を特徴とした。このほか、台車製造を担当した豊平製鋼もディーゼル動力のブルーム式除雪車DSB1形を製造納入した。
しかしラッシュ時の輸送力増強のため、交通局の以後の車両増備は本州メーカーが手がける2両編成タイプとすることになり、新車発注は1961年の「親子電車」（日本車輌製）を経て1963年以降の「連結車」（日本車輌製）に移行する一方、札幌綜合鉄工共同組合への新車発注は1961年を最後に打ち切られ、1965年に既存車両を2両固定編成化したA850形の改造納入を最後に組合は消滅。のち、1969年にA850形の増備として、余剰となった気動車から同様の2両固定編成に改造されたA870形は、苗穂工業を母体に同年発足した札幌交通機械による単独納入で行われた。

## 構成各社
苗穂工業、泰和車両、運輸工業は、太平洋戦争後に設立された中小零細の鉄道車両整備会社である。この種の企業は「各鉄工業」「各鉄工機」などと通称され、国鉄OBや、元南満州鉄道・朝鮮鉄道局所属で、敗戦により日本に引き揚げてきた鉄道技術者、旧軍関係者などが、戦後の生活の糧を得るために集まって設立された事例が多い。その成り立ちから元々国鉄ないし主要私鉄との関係が強く、国鉄線隣接地などに工場拠点を置き、国鉄・私鉄の外注下請け整備業務にあたっていた。
「各鉄工業」「各鉄工機」的な零細企業は1940年代-1950年代に日本各地に点在していたが、北海道の場合は札幌地区に複数の同種企業が集まっていたことが、札幌市交通局による車両メーカーとしての起用のきっかけになったと言える。

### 泰和車両
1946年（昭和21年）6月、国鉄関係者により鉄道互助会として発足し、道内の国鉄・私鉄の蒸気機関車・客貨車の修理を行った。翌1947年（昭和22年）8月に泰和車輛工業(株)となり、本社と工場を札幌市琴似町二十四軒(現・西区二十四軒)に置いた。
札幌市電のほか簡易軌道や森林鉄道などに多くの車両を納入した。その後(株)泰和として金属加工機械の製造などを行っていたが、後に撤退し、現在は工場跡地をパチンコ店に貸し出す不動産賃貸業を行っている。

#### 札鉄共納入製品

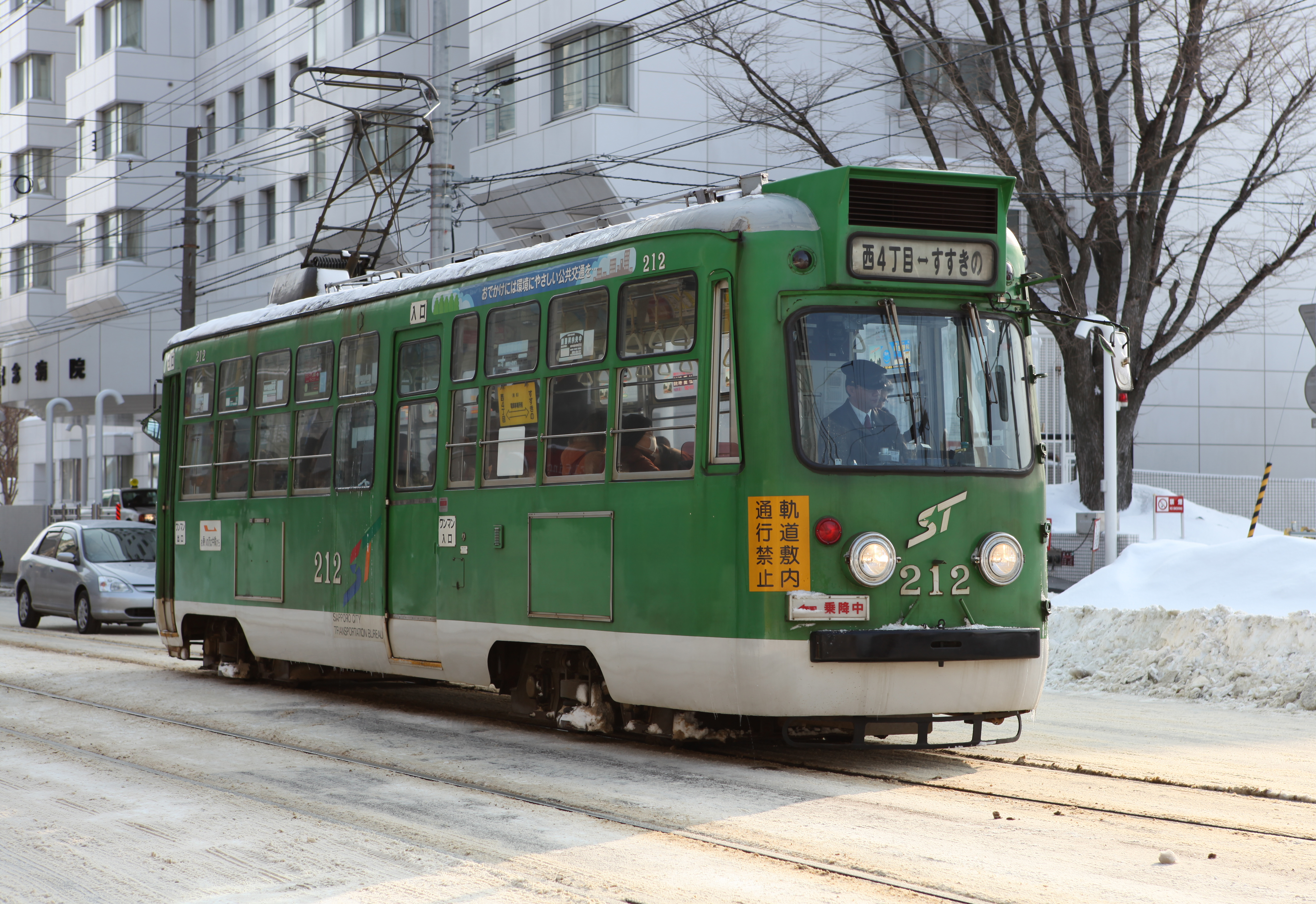
札幌市交通局212号（1958年製造）
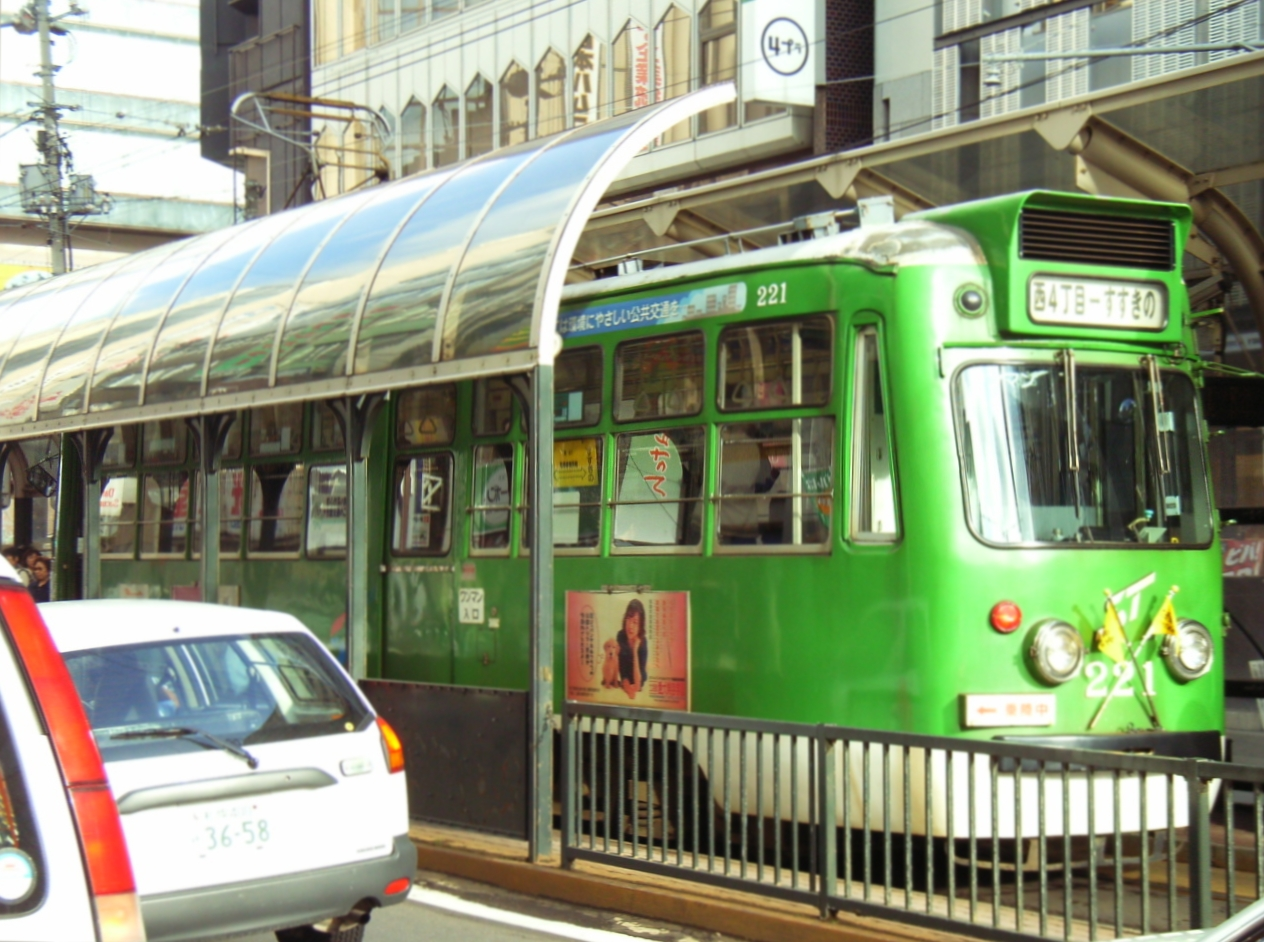
札幌市交通局221号（1959年製造）
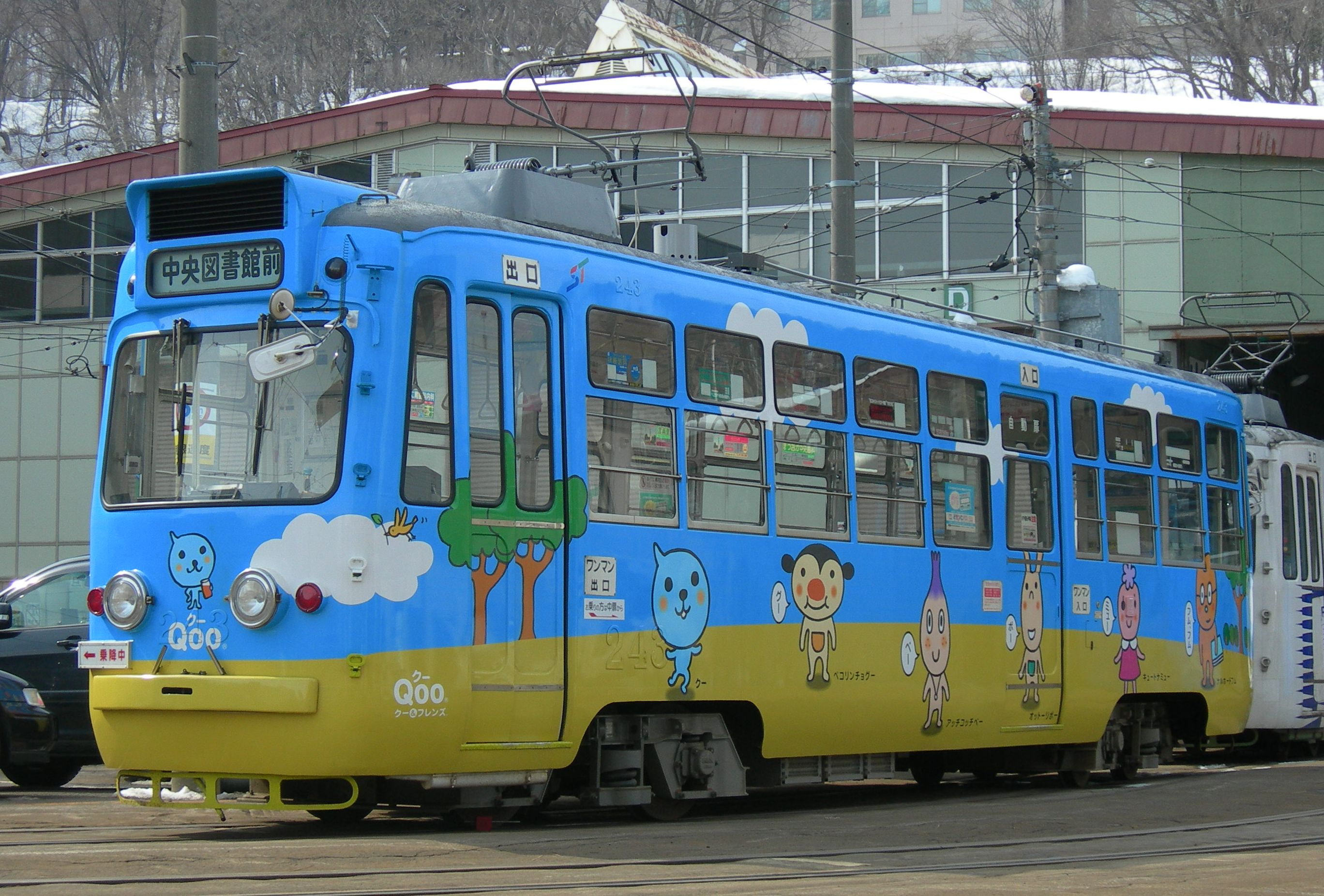
札幌市交通局243号（1960年製造）
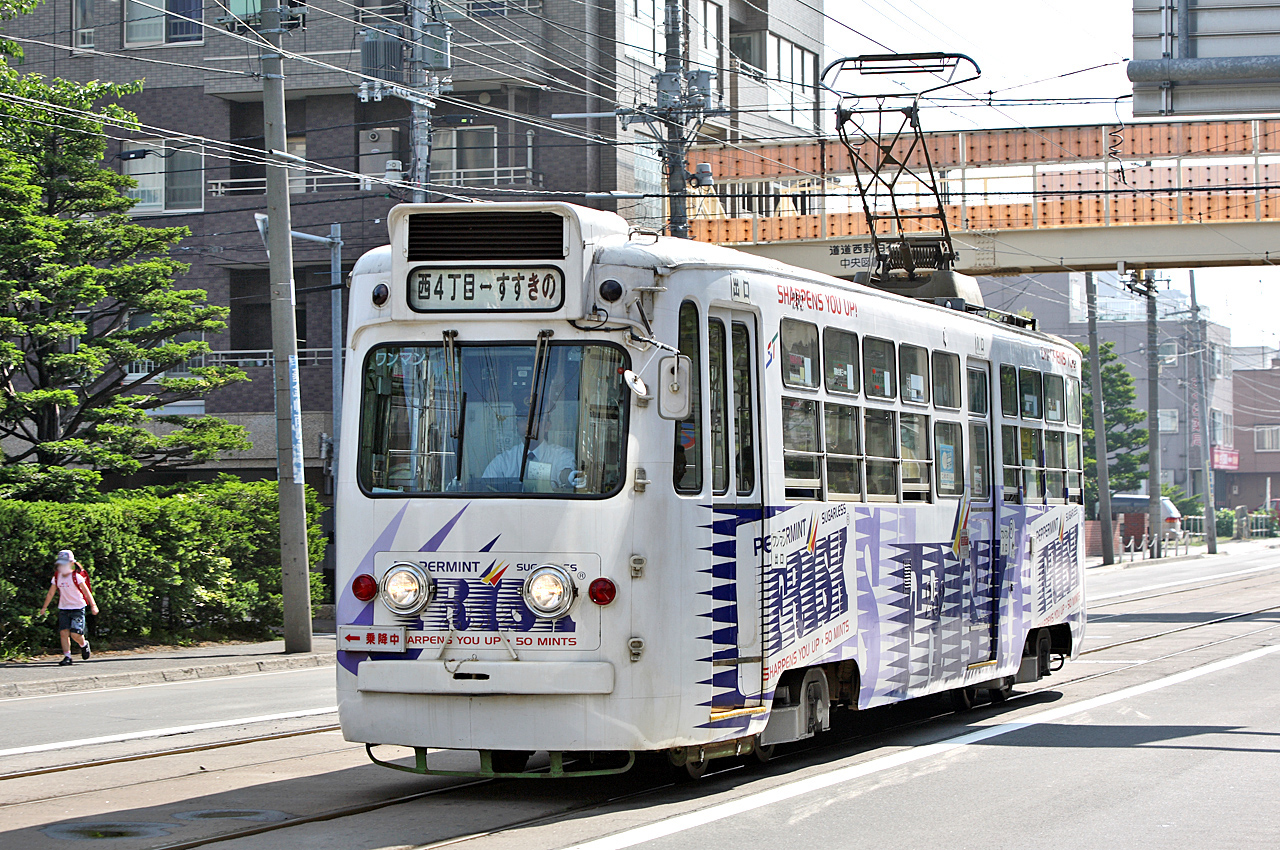
札幌市交通局252号（1961年製造）

#### 自社納入製品

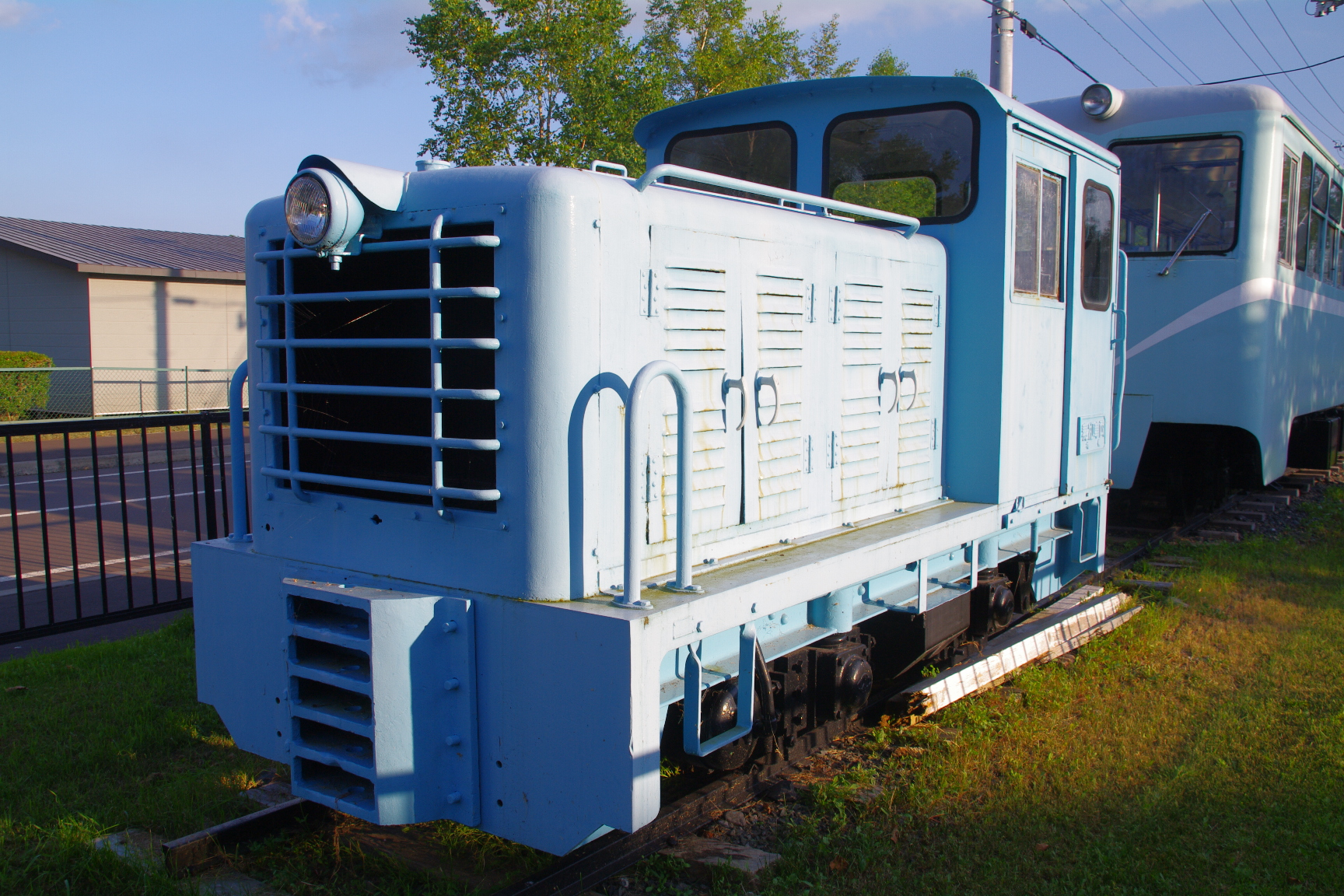
鶴居村営軌道8tディーゼル機関車（1960年製造）
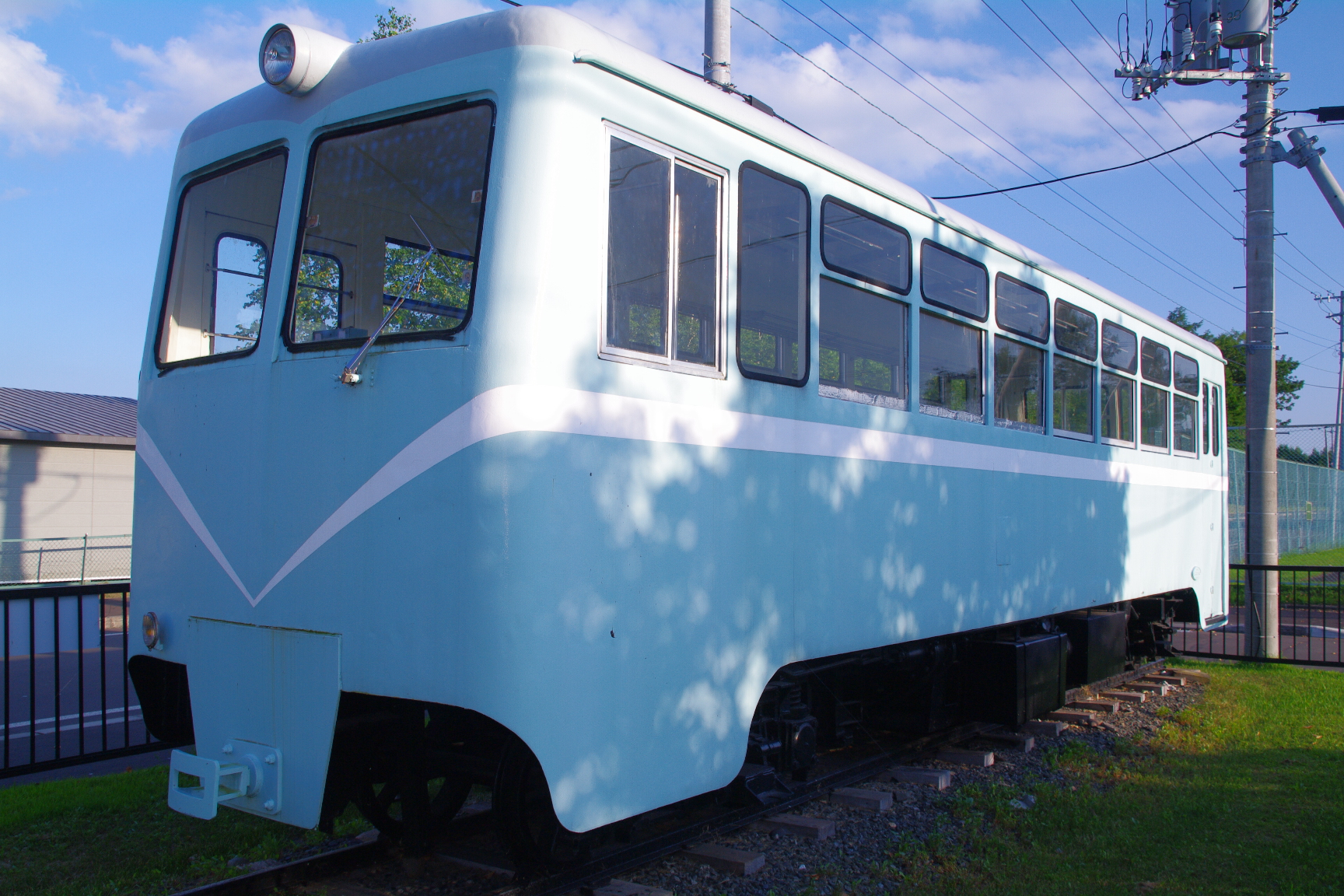
鶴居村営軌道自走客車（1964年製造）
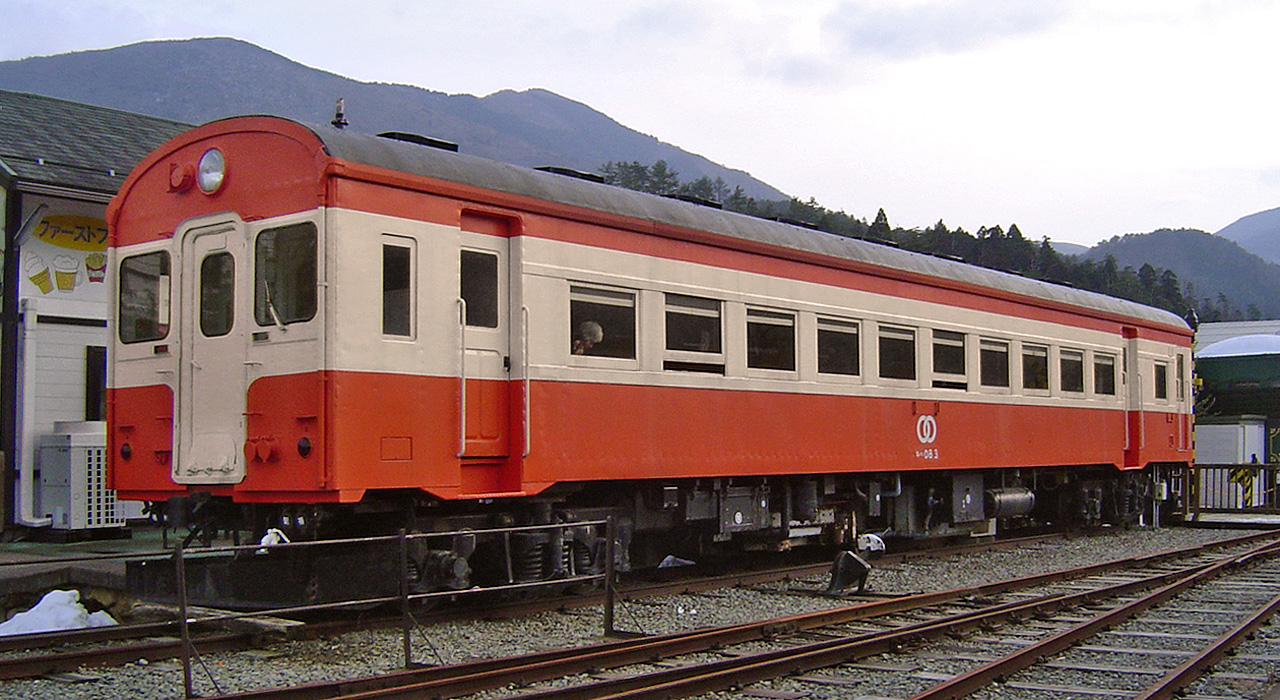
泰和車両製DT22A形台車（1962年製造）を使用する国鉄キハ08 3（加悦SL広場）

### 運輸工業
1947年（昭和22年）1月、国鉄退職者および満鉄出身者により運輸協力会が発足し、同年10月に運輸工業(株)となった。札幌市北9条西14丁目の国鉄用地を借用して工場を置いており、国鉄などの蒸気機関車・貨車の修繕を行っていたが、やがて札幌市電や簡易軌道の車両製造も手掛けるようになった。しかし、蒸気機関車の修繕が主な業務であったため、地方私鉄の内燃化が進むにつれて経営が悪化、同時期に桑園駅用地の拡張の都合から国鉄に敷地返還を求められたこともあり、1960年（昭和35年）4月に事業を廃止した。
1959年、鶴居村営軌道向けに製造した6tディーゼル機関車が丸瀬布森林公園いこいの森（紋別郡遠軽町）に現存し動態保存されている。

#### 札鉄共納入製品

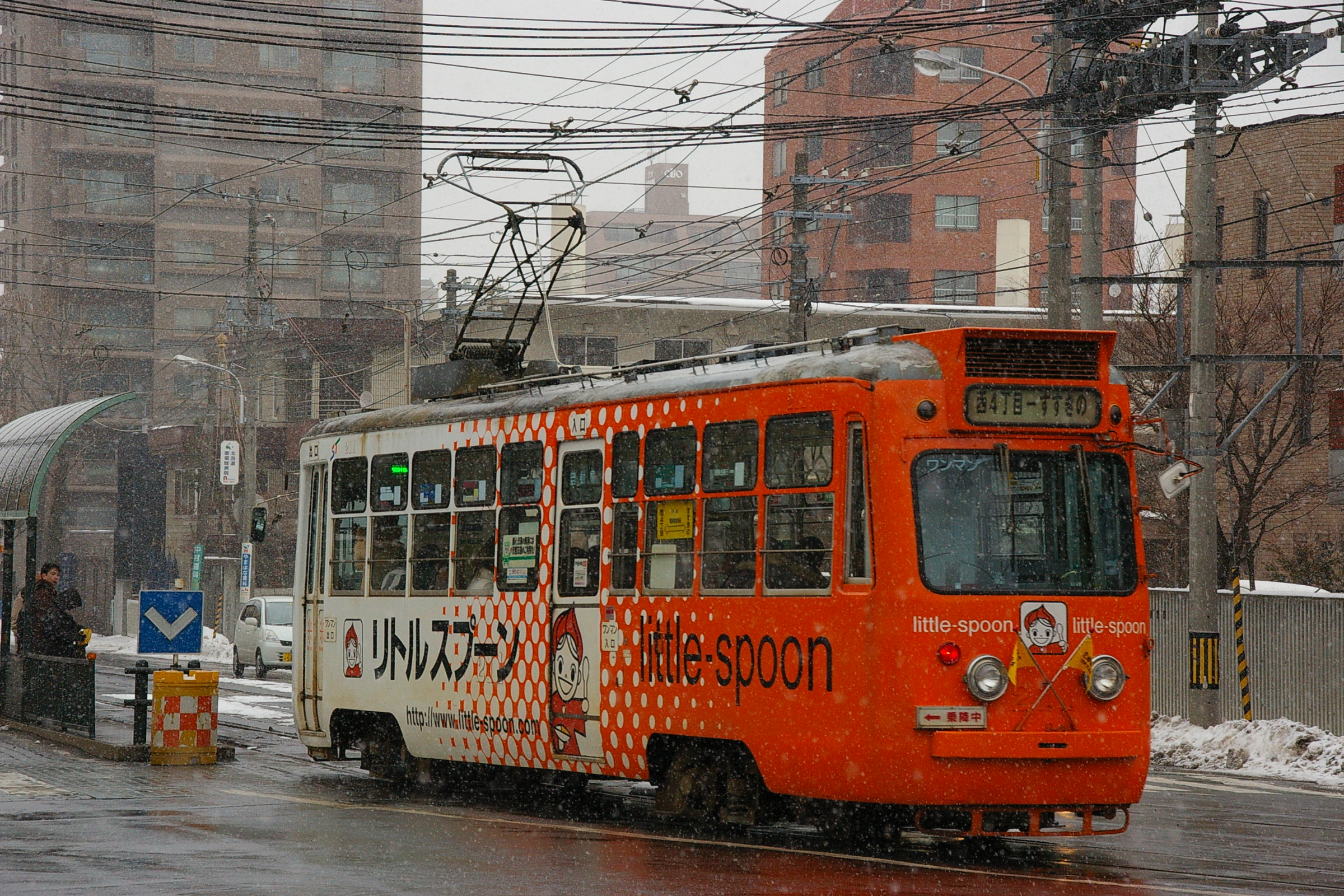
札幌市交通局211号（1958年製造）
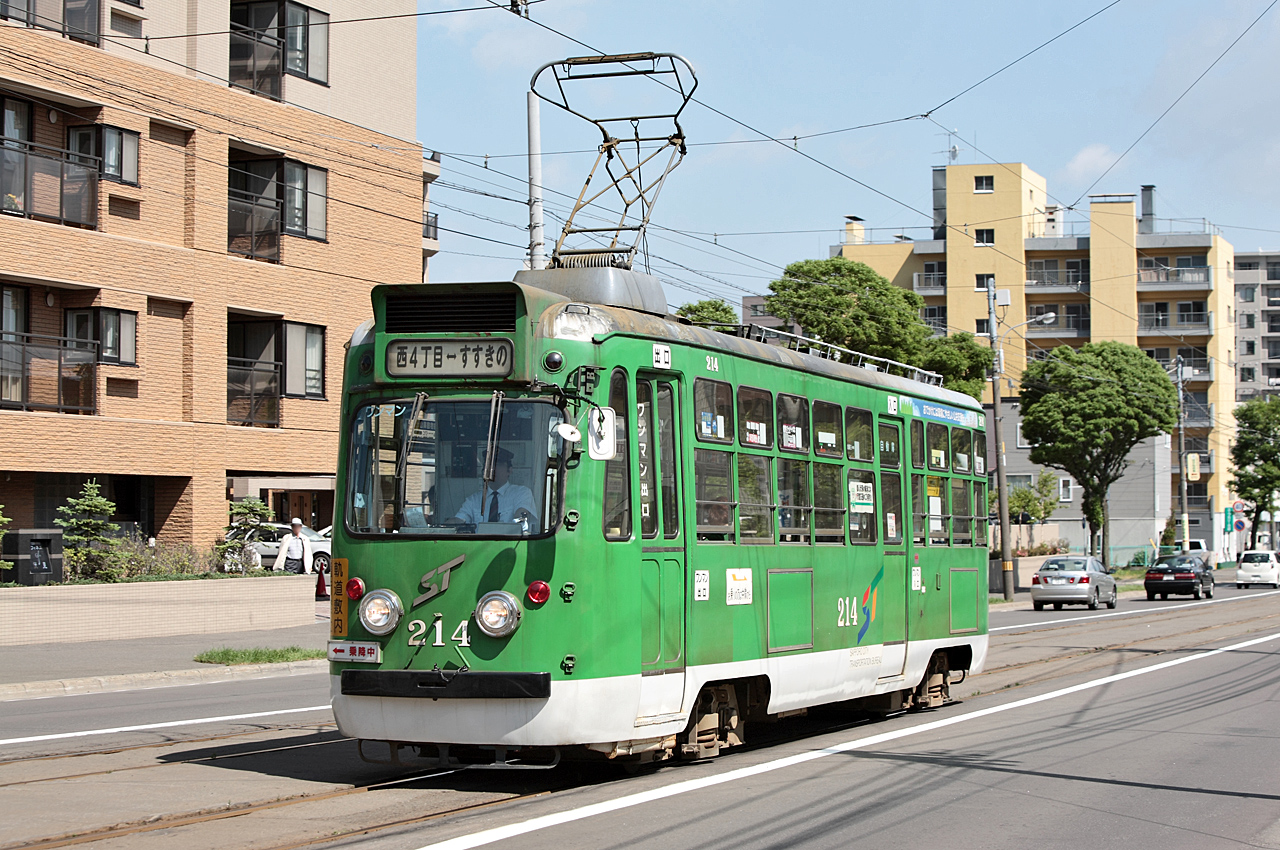
札幌市交通局214号（1958年製造）

#### 自社納入製品

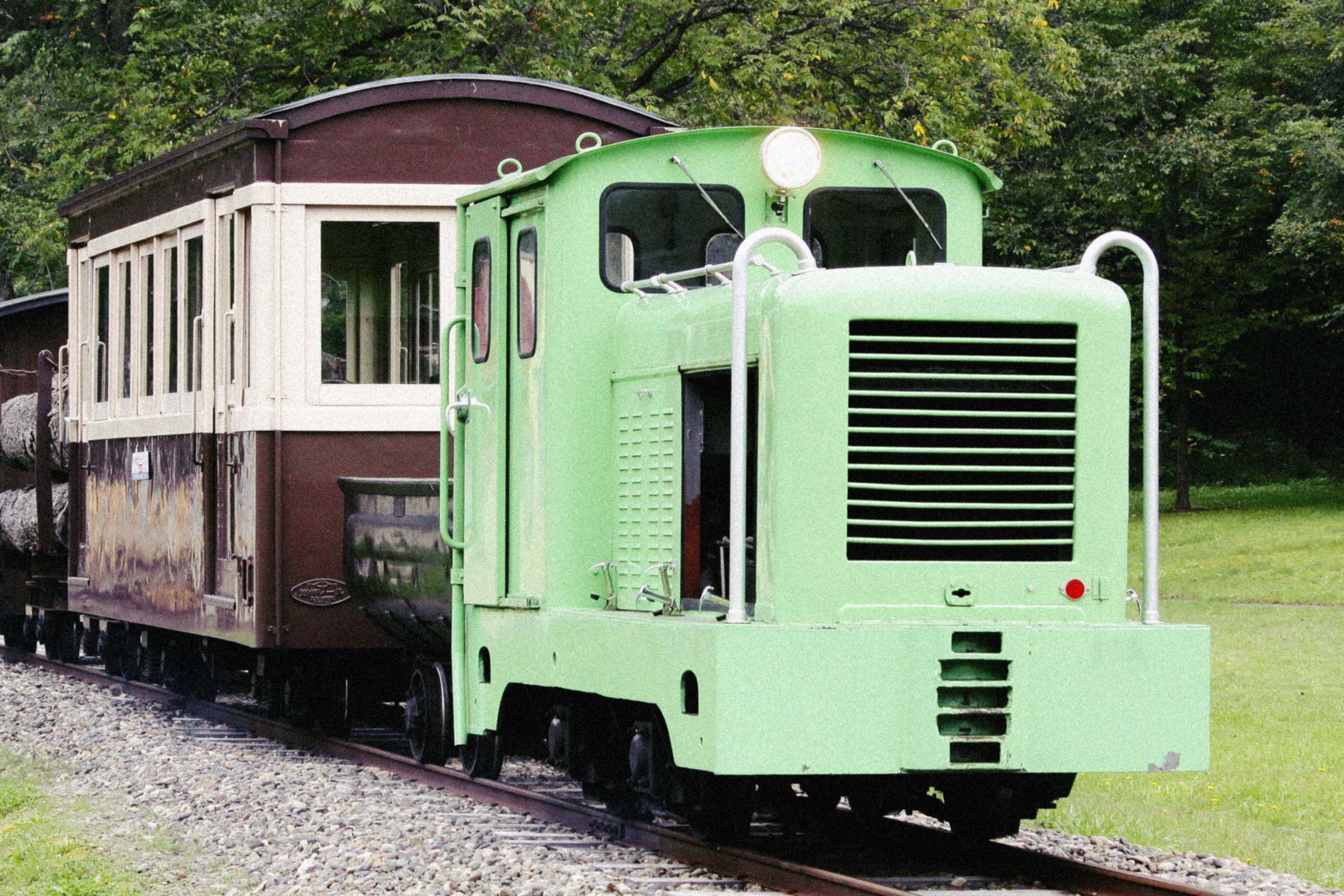
鶴居村営軌道6tディーゼル機関車（1959年製造、丸瀬布森林公園いこいの森）

### 苗穂工業
日本国有鉄道（国鉄）関係者により1952年（昭和27年）4月設立、当初は国鉄施設の整備や私鉄車両の修繕などをおこなっていた。のち札幌交通機械に改組。

#### 札鉄共納入製品

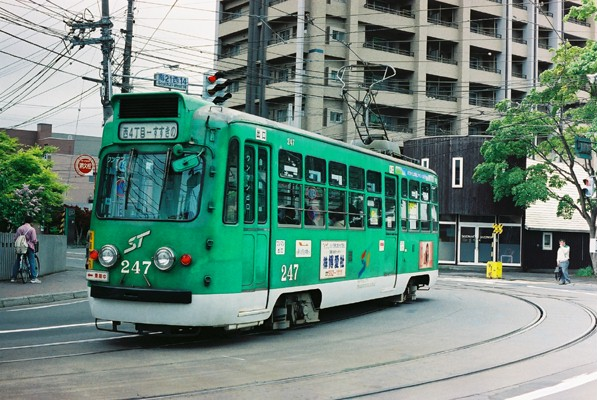
札幌市交通局247号（1960年製造）
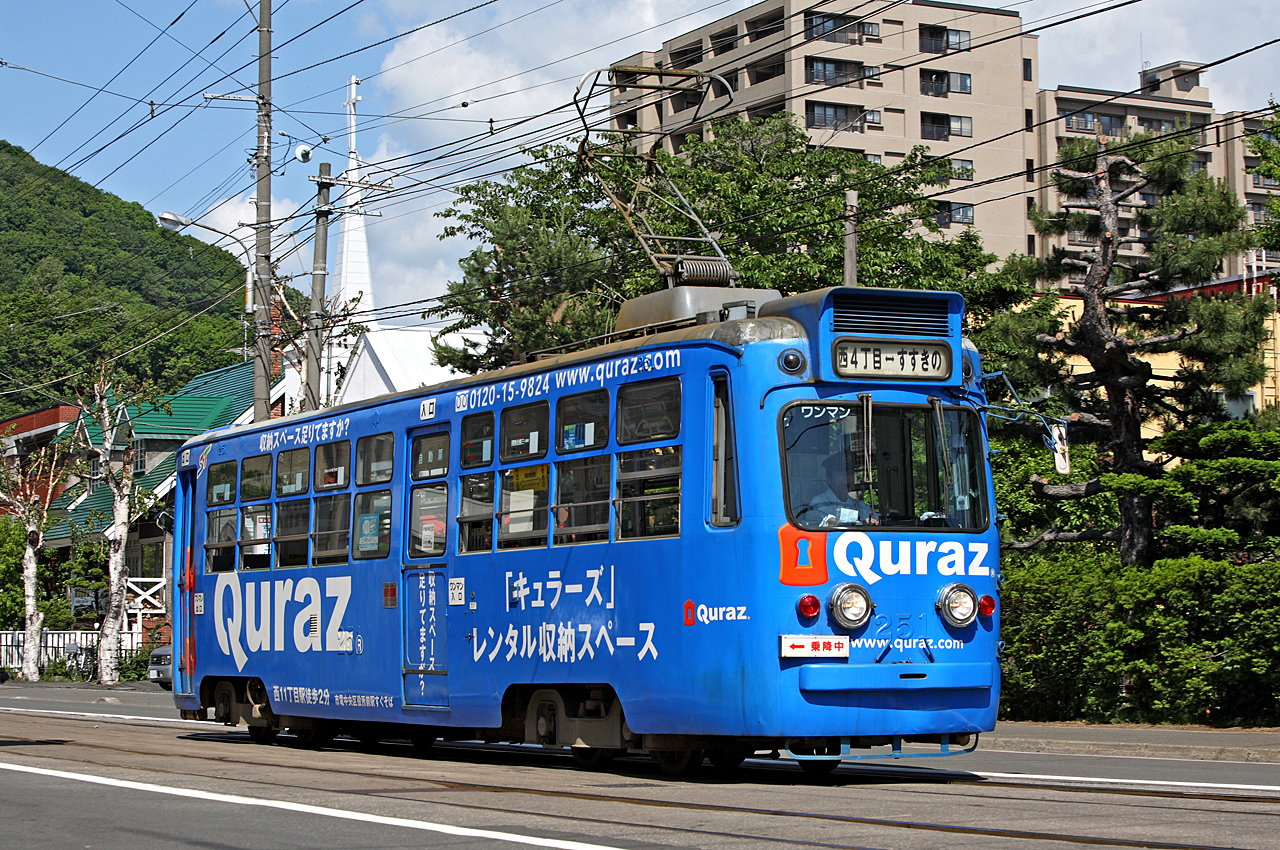
札幌市交通局251号（1961年製造）
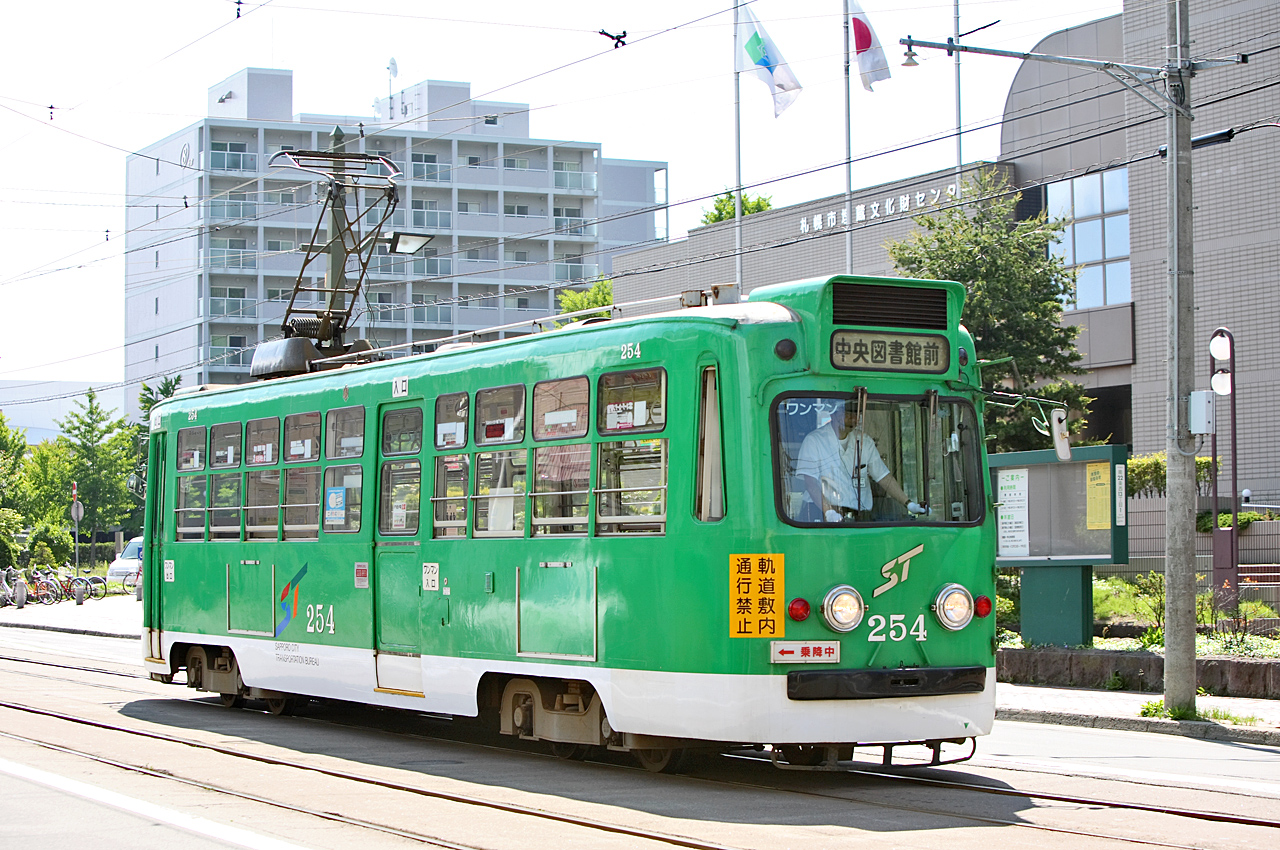
札幌市交通局254号（1961年製造）

### 藤屋鉄工所
1889年（明治22年）創業の鉄工所を源とする道内有数の工作機械メーカー。250形電車では台車製造を担当した。藤屋鉄工所を由来とする「藤屋系」の鉄工メーカーは現在も存在する。

#### 札鉄共納入製品

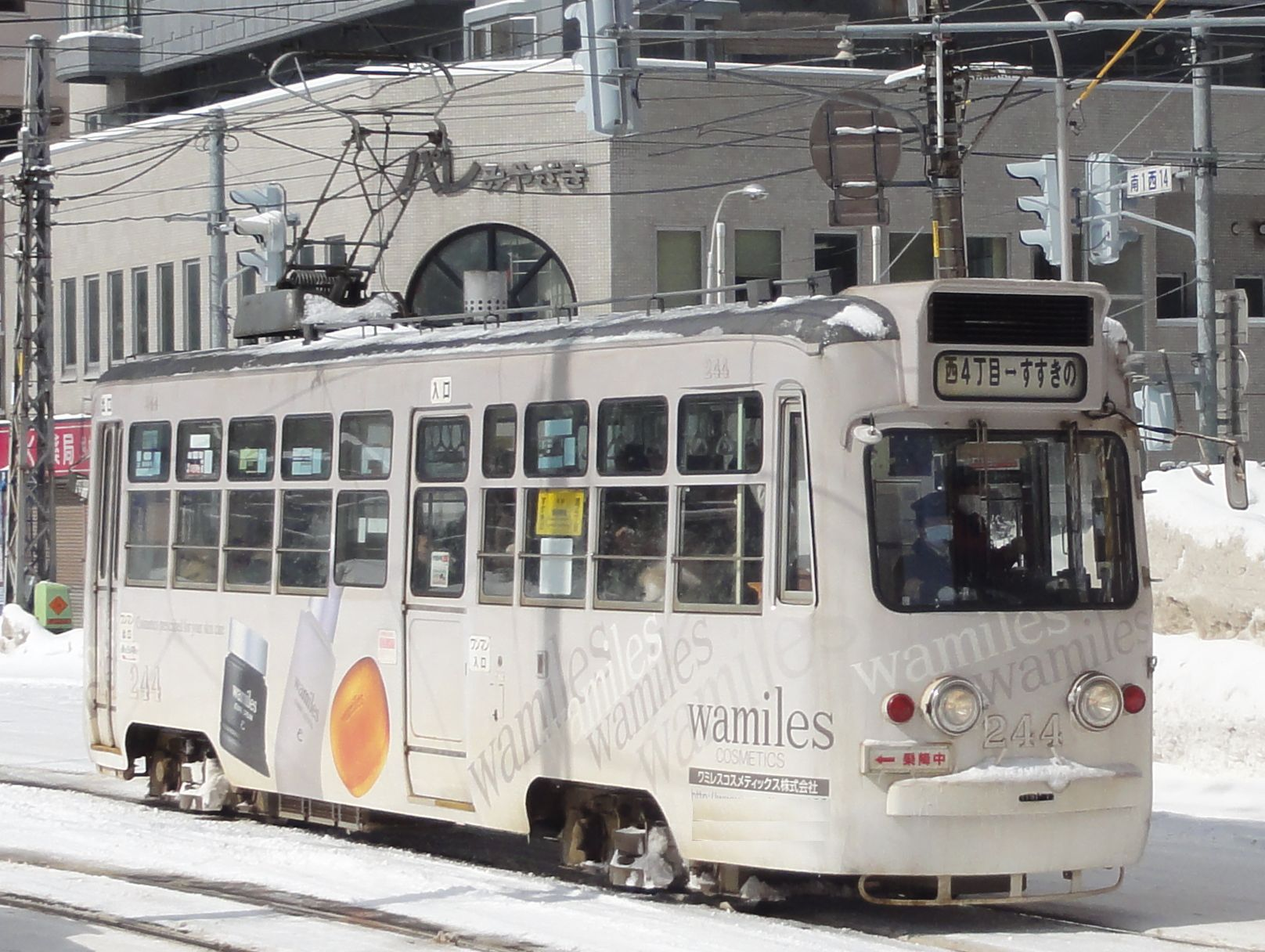
札幌市交通局244号（1960年製造）
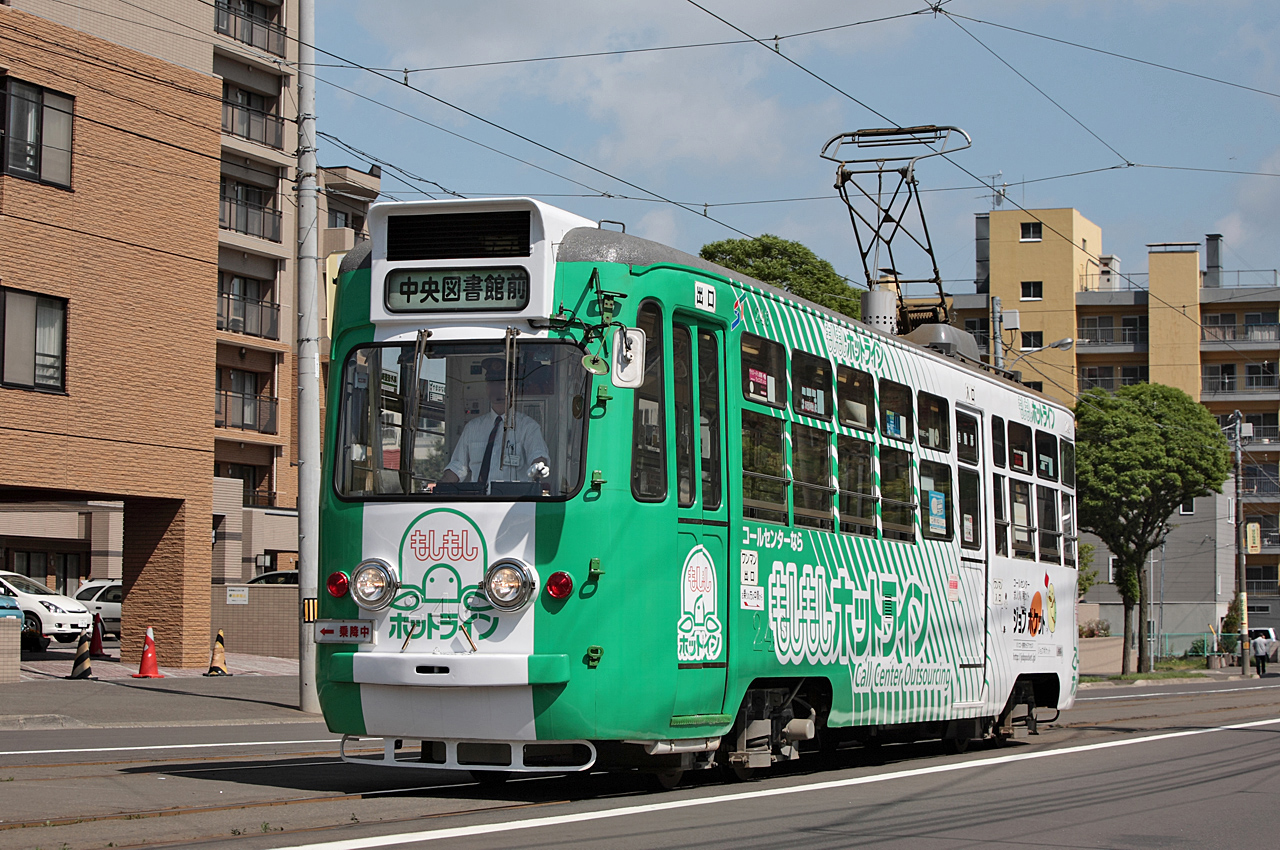
札幌市交通局246号（1960年製造）
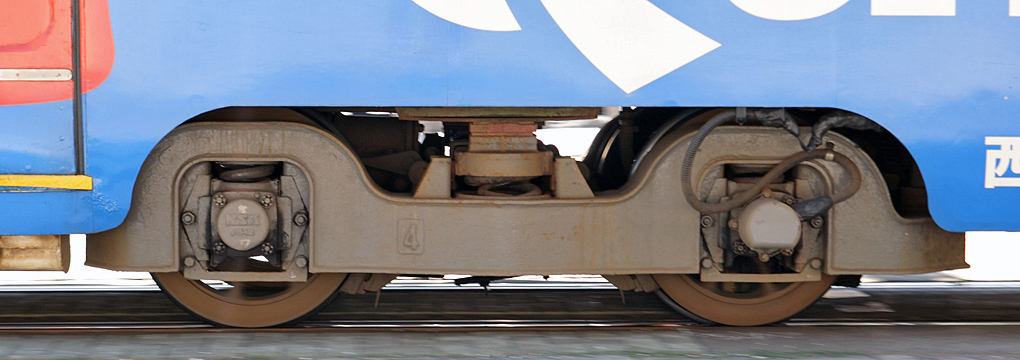
藤屋鉄工所製札鉄共型台車（札幌市交通局251号、1961年製造）

### 豊平製鋼
1937年（昭和12年）10月創業の棒鋼メーカー。札幌綜合鉄工共同組合納入の札幌市交通局230形、240形の台車製造を担当したほか、ブルーム式2軸内燃除雪車DSB1形を製造した。のちJFE条鋼豊平製造所。

#### 札鉄共納入製品

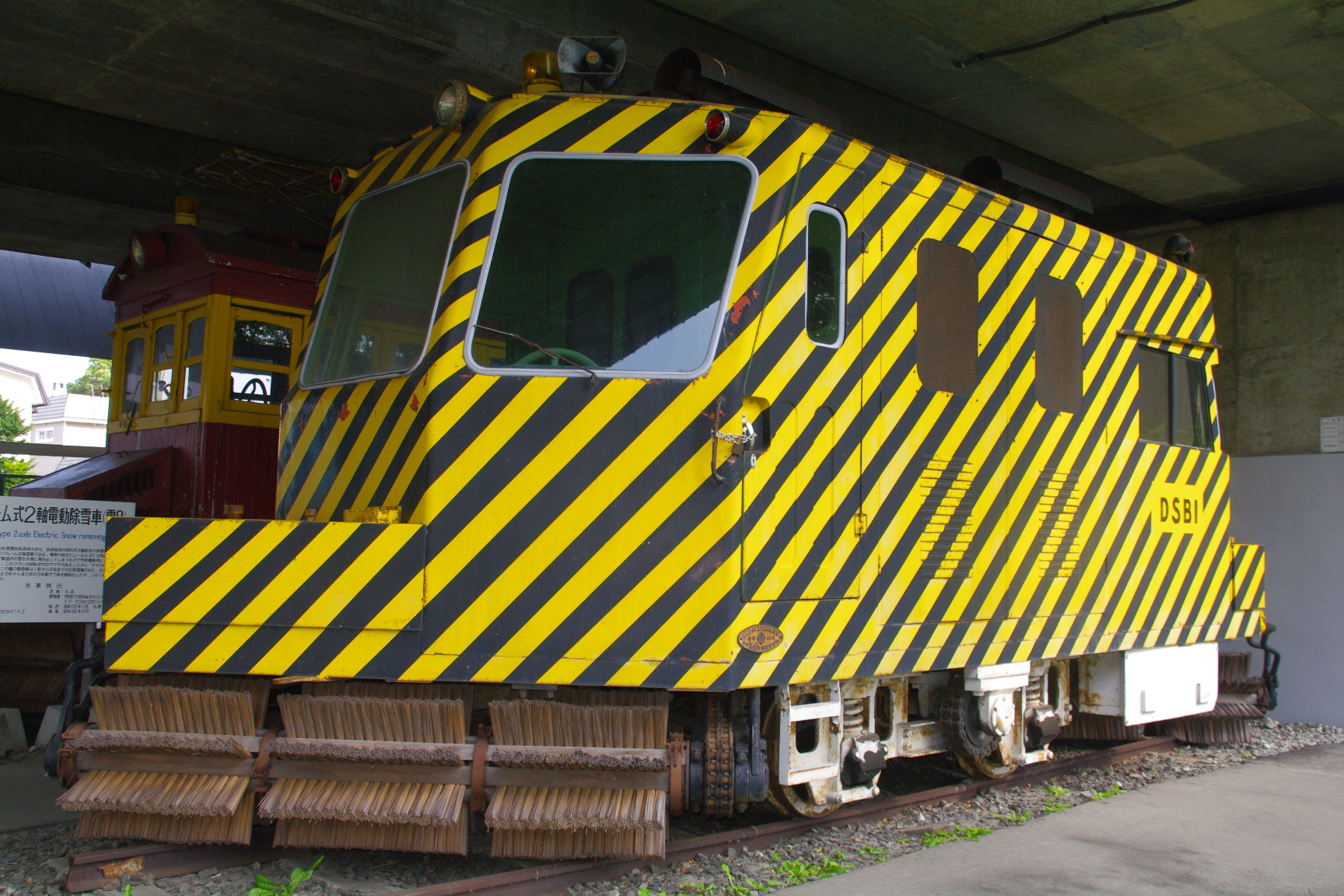
札幌市交通局DSB1号（1961年製造、札幌市交通資料館）